# سوزان ونايت
سوزان ونايت (بالإنجليزية: Susan Knight) هي غطاسة أسترالية، ولدت في 23 مارس 1942 في سيدني في أستراليا، وتوفيت في 29 مايو 2009.

## وصلات خارجية
- سوزان ونايت على موقع الاتحاد الدولي للسباحة (الإنجليزية)
- سوزان ونايت على موقع اللجنة الأولمبية الدولية (الإنجليزية)
- سوزان ونايت على موقع أوليمبيديا (الإنجليزية)
- سوزان ونايت على موقع اللجنة الأولمبية الأسترالية (الإنجليزية)
- سوزان ونايت على موقع اتحاد ألعاب الكومنولث (مؤرشف) (الإنجليزية)